# Field Cate
Field Adrianus Cate (Burlington, 22 luglio 1997) è un attore statunitense noto soprattutto per aver recitato il ruolo di Ned nel telefilm Pushing Daisies.

## Biografia
Nato a Burlington, nel Vermont, Field lascia il Vermont a cinque anni per andare a Los Angeles, città che vide i natali della madre e dove vivono i suoi parenti. Avendo già preso parte ad alcune recite di bambini, Field si iscrive in una scuola di improvvisazione dove comincia a recitare sul palco ogni settimana; un anno più tardi firma un contratto con un'agenzia, iniziando a comparire in pubblicità, video musicali, cortometraggi e pellicole indipendenti; in breve tempo approda in televisione.
Field, scegliendo la carriera di attore, segue una tradizione di famiglia; tra i suoi parenti, infatti, vi sono personaggi legati al mondo dello spettacolo, e cioè la bisnonna, che è stata la prima doppiatrice del personaggio Disney Minni, la prozia Esther Ralston, diva del cinema muto con una stella sulla Hollywood Walk of Fame, e il nonno Bob Ralston, pianista e presentatore televisivo. 
Le due nonne sono rispettivamente olandese la materna e francese la paterna. Oggi il giovane attore vive a Los Angeles con la madre Dianne Tangel-Cate e il fratello minore Springer(che comincia anche lui a frequentare l'ambiente dello spettacolo), tre gatti di nome Daisy, Haley e Mewtwo, e un geco di nome Geico. Divide le sue giornate fra lo studio e il lavoro; quando ha del tempo libero esce con gli amici, gioca ai videogame, legge fumetti manga, segue un corso di karate e recita in dei musical. Gli piacciono Johnny Cash, Devon Werkheiser, Will Ferrell e Tom Cruise. Field è vegetariano fin dalla nascita.

## Filmografia
| Anno | Titolo                                                | Categoria      | Ruolo               | Episodio                |
| ---- | ----------------------------------------------------- | -------------- | ------------------- | ----------------------- |
| 2004 | Passions                                              | Soap Opera     | Ethan Winthrop Jr   | 1.1838                  |
| 2006 | Chloe's Prayer                                        | Film           | Owen                | /                       |
| 2006 | Untold Stories of the ER                              | Serie TV       | Kevin Welch         | "Foam in Veins"         |
| 2006 | Senza traccia                                         | Serie TV       | Petros Marku        | 5.5 - "The damage done" |
| 2007 | Forever                                               | Cortometraggio | Ragazzino           | /                       |
| 2007 | Seven's Eleven: Sweet Toys                            | Cortometraggio | Sonny               | /                       |
| 2007 | Cold Case                                             | Serie TV       | John Smith '83      | 5.15 - "The Road"       |
| 2007 | Pushing Daisies                                       | Serie TV       | Ned                 | Fisso (22 episodi)      |
| 2008 | Struck                                                | Cortometraggio | Ragazzino impudente | /                       |
| 2009 | Supercuccioli nello spazio                            | Film           | Buddha (voce)       | /                       |
| 2009 | Supercuccioli a Natale - Alla ricerca di Zampa Natale | Film           | Buddha (voce)       | /                       |

Field Cate è inoltre apparso nel video musicale della canzone Song to Say Goodbye del gruppo britannico Placebo, nel cortometraggio indipendente "Mystical Chairs", negli spot per McDonald's, l'energy drink giapponese Yunker, la Verizon Wireless e il canale tematico sul calcio della Fox. Ha inoltre collaborato al programma per bambini "The Pillow Head Hour" sul canale Kids WB.

## Riconoscimenti
| Anno | Premio              | Categoria                                                  | Film          | Risultato  |
| ---- | ------------------- | ---------------------------------------------------------- | ------------- | ---------- |
| 2008 | Young Artist Awards | Best Performance in a TV Series – Young Actor Ten or Under | Pushing Daisy | Nomination |